# Yorba Linda
Yorba Linda é uma cidade localizada no estado americano da Califórnia, no condado de Orange. Foi incorporada em 2 de novembro de 1967. É mais conhecida por ser a terra natal do ex-presidente estadunidense Richard Nixon.

## Geografia
De acordo com o United States Census Bureau, a cidade tem uma área de 51,8 km², onde 50,4 km² estão cobertos por terra e 1,4 km² por água.

### Localidades na vizinhança
O diagrama seguinte representa as localidades num raio de 16 km ao redor de Yorba Linda.

## Demografia
Segundo o censo nacional de 2010, a sua população é de 64 234 habitantes e sua densidade populacional é de 1 273,15 hab/km². Possui 22 305 residências, que resulta em uma densidade de 442,09 residências/km².